# نیکولای میلیگولو
نیکولای میلیگولو (روسی: Николай Павлович Милигуло؛ زادهٔ ۲۷ دسامبر ۱۹۳۶) ژیمناست هنری اهل شوروی است.
وی در مسابقات کشوری و بین‌المللی در مجموع برندهٔ ۱ مدال نقره شده‌است.